# آلفرد درگر

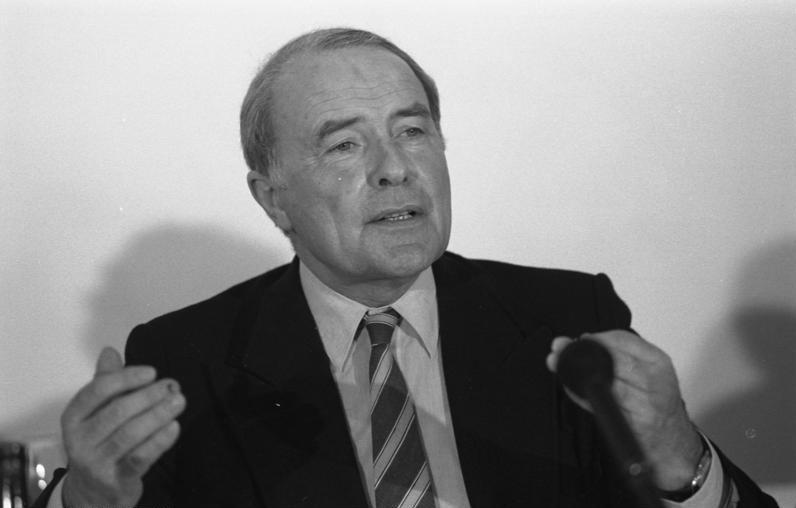
آلفرد درگر در سال ۱۹۸۳

آلفرد درگر (انگلیسی: Alfred Dregger) یک سیاست‌مدار اهل آلمان و از رهبران حزب اتحاد دموکرات مسیحی آلمان بود.